# Sperchon parmatus
Sperchon parmatus är en kvalsterart som beskrevs av Koenike 1895. Sperchon parmatus ingår i släktet Sperchon och familjen Sperchonidae. Inga underarter finns listade i Catalogue of Life.